# 北晨画刊
北晨画刊是中華民國大陸時期的一份艺术类周刊，為每周六出版，8开，共4版，雜誌使用道林纸。画报中的图文各占一半。1931年5月，北晨评论及画报在北平创刊。同年11月，更名為北晨画报。1934年5月再次更名為北晨画刊。1937年4月终刊。